# How Do U Want It
"How Do U Want It" é uma canção do rapper estadunidense Tupac Shakur, com a participação do cantor de R&B K-Ci & JoJo lançada como terceiro single do álbum All Eyez on Me.
Em 1997 a canção foi nomeada ao Grammy Awards na categoria melhor performance de rap por dupla ou grupo.

## Lista de faixas e formatos
| N.º | Título                                     | Duração |  |
| 1.  | "How Do U Want It" (Versão no LP)          | 4:47    |  |
| 2.  | "California Love" (Edição da radio)        | 4:45    |  |
| 3.  | "2 of Amerikaz Most Wanted" (Versão no LP) | 4:05    |  |
| 4.  | "Hit 'Em Up"                               | 5:12    |  |